# Kolumbianische Faustballnationalmannschaft der Frauen
Die kolumbianische Faustballnationalmannschaft ist die von den Nationaltrainern getroffene Auswahl kolumbianischer Faustballspieler. Sie repräsentieren die Colombian Fistball Federation auf internationaler Ebene bei Veranstaltungen der International Fistball Association.
Gegründet wurde der Verband im Zuge der World Games 2013 in Cali.

## Internationale Erfolge

### Weltmeisterschaften
Bei der Weltmeisterschaft 2014 nahm zum ersten Mal eine Nationalmannschaft Kolumbiens an einer WM teil.
| - 2014 in Deutschland: 10. Platz (von 10) - 2016 in Brasilien: nicht teilgenommen |

### Pan American Championships
Bei den ersten Panamerikanischen Spielen nahm Kolumbien am Wettbewerb teil.
| - 2015 in den Vereinigten Staaten: 4. Platz (von 4) |

## Team

### Aktueller Kader
Kader bei der Weltmeisterschaft 2014 in Deutschland:
| Name                          | Debüt   |         |         |         |         |         |         |
| Angriff                       | Angriff | Angriff | Angriff | Angriff | Angriff | Angriff | Angriff |
| ----------------------------- | ------- | ------- | ------- | ------- | ------- | ------- | ------- |
| Diana Isabel Alvear Hernandez | 2014    |         |         |         |         |         |         |
| Maria Antonia Bedoya Ramirez  | 2014    |         |         |         |         |         |         |
| Manuela Chávarro Girón        | 2014    |         |         |         |         |         |         |
| Abwehr/Zuspiel                |         |         |         |         |         |         |         |
| Catalina de la Cruz Macias    | 2014    |         |         |         |         |         |         |
| Nathalia Valdés Pinzón        | 2014    |         |         |         |         |         |         |
| Kelly Janeth Orozco Agudelo   | 2014    |         |         |         |         |         |         |
| Daniela Grajales Canas        | 2014    |         |         |         |         |         |         |
| Camila Hernandez Sanchez      | 2014    |         |         |         |         |         |         |
| Stephanie Acevedo Azuero      | 2014    |         |         |         |         |         |         |

### Trainer
| Name                         | Funktion            |
| ---------------------------- | ------------------- |
| Jhon Yeimer Santos           | Trainer             |
| Bryan Fabian Nieto Ocampo    | Physiotherapeut     |
| Diana Milena Gutierrez Duque | Delegationsleiterin |